# Friedrich Pockels
Friedrich Carl Alwin Pockels (Vicenza, 18 de junho de 1865 — Heidelberg, 29 de agosto de 1913) foi um físico alemão.

## Vida
Pockels estudou física a partir de 1883 na Universidade Técnica de Braunschweig, Universidade de Freiburg e Universidade de Göttingen, onde obteve o doutorado em 1888. Em 1889 foi aprovado para lecionar em escolas superiores, e no mesmo ano tornou-se assistente no Instituto de Física e Mineralogia da Universidade de Göttingen. Em 1892 habilitou-se em física.
Em 1896 tornou-se professor extraordinário de física na Universidade Técnica de Dresden e de 1900 a 1913 foi professor extraordinário de física teórica da Universidade de Heidelberg.

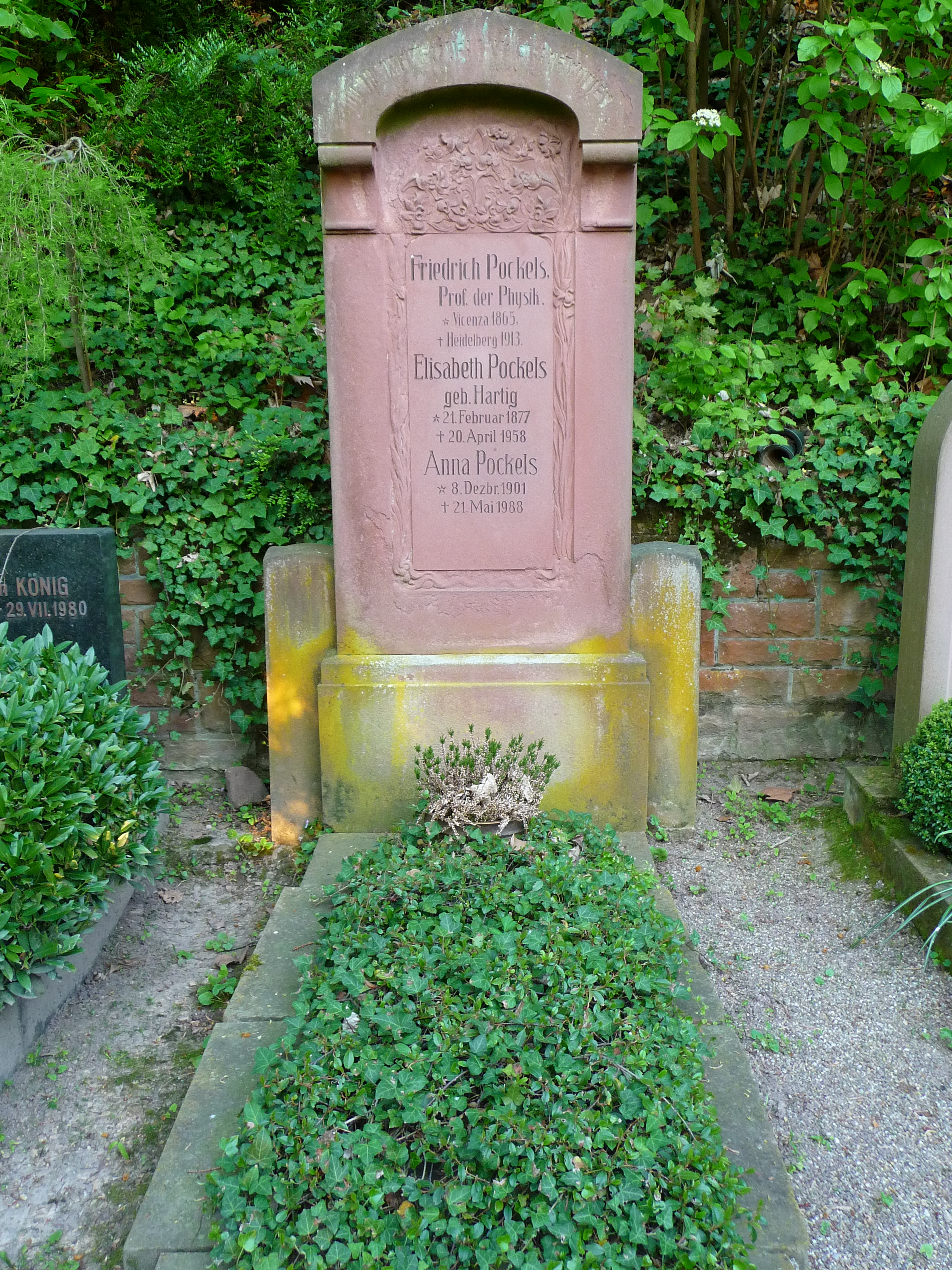
Sepultura de Pockels em Heidelberg

Seu nome está relacionado com o efeito Pockels, usado na construção de células de Pockels.
Sua irmã Agnes Pockels também era uma física.

## Obras
- Friedrich Pockels, Ueber den Einfluss elastischer Deformationen, speciell einseitigen Druckes, auf das optische Verhalten krystallinischer Körper, Dissertation, Göttingen, 1889
- Friedrich Pockels, Ueber den Einfluss des elektrostatischen Feldes auf das optische Verhalten piezoelektrischer Kristalle, Göttingen, 1894
- Friedrich Pockels, Lehrbuch der Kristalloptik, Teubner, Leipzig, 1906